# Muhammed Ahmad Fáris
Muhammed Ahmad Fáris (26. května 1951 Aleppo, Sýrie – 19. dubna 2024, Gaziantep,Turecko) byl vojenský letec, první kosmonaut pocházející ze Sýrie, 202. člověk ve vesmíru. V ruské kosmické lodi Sojuz se v roce 1987 na týden dostal na stanici Mir.

## Životní dráha

### Mládí a výcvik
V letech 1969–1973 absolvoval Vysokou vojenskou leteckou školu v Sýrii a po jejím absolvování se stal vojenským letcem.
V týmu připravujících se kosmonautů se objevil v roce 1985. Po dvouletém výcviku letěl do vesmíru hlavně díky tomu, že Sýrie byla tehdejšímu SSSR spřátelenou zemí.

### Let do vesmíru
Z kosmodromu Bajkonur odstartoval v létě roku 1987 v lodi Sojuz TM-3 společně se dvěma Alexandry, sovětskými kosmonauty Viktorenkem a Alexandrovem. Byl to let katalogizovaný v COSPAR jako 1987-63A. Napojili se na sovětskou orbitální stanici Mir, kde již pracovala posádka Romaněnko a Lavejkin. Pplk. Fáris zde strávil ve funkci kosmonauta výzkumníka několik dní určenými experimenty a po sedmi dnech společně s Lavejkinem a Viktorenkem odletěl zpátky v jiné lodi, Sojuzu TM-2, na Zem. Přistáli, tak jako obvykle všechny Sojuzy, na padácích s kabinou na území Kazachstánu.
- Sojuz TM-3, Mir, Sojuz TM-2 (22. července 1987 – 30. července 1987)

Během svého letu strávil ve vesmíru 8 dní.
Po letu se vrátil zpět k syrskému letectvu, kde pracoval jako letecký instruktor, a byl povýšen na generála. Žil v Aleppu s manželkou a dětmi.

### Občanská válka v Sýrii
Od počátku občanské války sympatizoval s opozicí, nesouhlasil s použitím letectva proti opozici. V roce 2012 zběhl od armády a s rodinou uprchl do Turecka. Byl tedy prohlášen za zrádce, jeho vojenské pocty anulovány a jeho majetek byl zabaven. S rodinou žil v Istanbulu a angažoval se v opoziční skupině prosazující nenásilný odpor proti vládě Bašára Asada. Zemřel 19. dubna 2024 v univerzitní nemocnici al-Sanko v tureckém městě Gaziantep.